# كارل سي. شويلر
كارل سي. شويلر هو محامي وسياسي أمريكي، ولد في 3 أبريل 1877 في كولورادو سبرينغز في الولايات المتحدة، وتوفي في 31 يوليو 1933 في نيويورك في الولايات المتحدة بسبب حادث مرور. نشط حزبياً في الحزب الجمهوري. وقد انتخب عضو مجلس الشيوخ الأمريكي ‏ عن دائرة Colorado Class 3 senate seat ‏ وقد انضم خلال فترته النيابية ‏ (7 ديسمبر 1932 – 3 مارس 1933) للكتلة البرلمانية الحزب الجمهوري وانتخب عضو مجلس الشيوخ الأمريكي ‏.